# ナストロ・ダルジェント作曲賞
ナストロ・ダルジェント作曲賞（伊：Nastro d'Argento alla migliore musica, 英語：Nastro d'Argento Best Score）は、イタリアの映画賞「ナストロ・ダルジェント賞」の部門のひとつである。『アンタッチャブル』（1988年）のようなアメリカ映画であっても、作品に起用されたイタリアの作曲家に対して、同賞は与えられる。
2023年現在、最多受賞回数はエンニオ・モリコーネの9回である。

## 1940年代
- 1947年 - レンツォ・ロッセリーニ - 『戦火のかなた』（Paisà、監督：ロベルト・ロッセリーニ）
- 1948年 - レンツォ・ロッセリーニ - I fratelli Karamàzov（監督：ジャコモ・ジェンティローモ）　※2度目
- 1949年 - アレッサンドロ・チコニーニ Alessandro Cicognini - 『自転車泥棒』（監督：ヴィットリオ・デ・シーカ）

## 1950年代
- 1950年 - ロマン・ヴラド Roman Vlad（全作品に対して）
- 1951年 - ジョヴァンニ・フスコ Giovanni Fusco - 『愛と殺意』（Cronaca di un amore、監督：ミケランジェロ・アントニオーニ）
- 1952年 - マリオ・ナシンベーネ Mario Nascimbene - Rome ore 11（監督：ジュゼッペ・デ・サンティス）
- 1953年 - ヴァレンティーノ・ブッキ Valentino Bucchi - Febbre di vivere（監督：クラウディオ・ゴーラ）
- 1954年 - マリオ・ザフレード Mario Zafred - Cronache di poveri amanti（監督：カルロ・リッツァーニ）
- 1955年 - アンジェロ・フランチェスコ・ラヴァニーノ Angelo Francesco Lavagnino - 『失われた大陸』（Continente perduto、監督：レオナルド・ポンツィ）
- 1956年 - アンジェロ・フランチェスコ・ラヴァニーノ - Vertigine bianca（監督：ジョルジョ・フェローニ）　※2度目
- 1957年 - ニーノ・ロータ - 『戦争と平和』（Guerra e pace、監督：キング・ヴィダー）
- 1958年 - ニーノ・ロータ - 『白夜』（監督：ルキノ・ヴィスコンティ）　※2度目
- 1959年 - カルロ・ルスティケッリ - 『わらの男』（L'uomo di paglia、監督：ピエトロ・ジェルミ）

## 1960年代
- 1960年 - マリオ・ナシンベーネ - 『激しい季節』（Estate violenta、監督：ヴァレリオ・ズルリーニ）　※2度目
- 1961年 - ジョヴァンニ・フスコ - 『情事』（L'avventura、監督：ミケランジェロ・アントニオーニ）　※2度目
- 1962年 - ジョルジョ・ガスリーニ Giorgio Gaslini - 『夜』（La notte、監督：ミケランジェロ・アントニオーニ）
- 1963年 - ピエロ・ピッチオーニ Piero Piccioni - 『シシリーの黒い霧』（Salvatore Giuliano、監督：フランチェスコ・ロージ）
- 1964年 - ニーノ・ロータ - 『8 1/2』（監督：フェデリコ・フェリーニ）　※3度目
- 1965年 - エンニオ・モリコーネ - 『荒野の用心棒』（監督：ボブ・ロバートソン）
- 1966年 - アルマンド・トロヴァヨーリ Armando Trovajoli - 『黄金の七人』（Sette uomini d'oro、監督：マルコ・ヴィカリオ）
- 1967年 - カルロ・ルスティケッリ - L'armata Brancaleone（監督：マリオ・モニチェリ）　※2度目
- 1968年 - マリオ・ナシンベーネ - Pronto... c'è una certa Giuliana per te（監督：マッシモ・フランチオーザ）　※3度目
- 1969年 - ニーノ・ロータ - 『ロミオとジュリエット』（Romeo e Giulietta、監督：フランコ・ゼフィレッリ）　※4度目

## 1970年代
- 1970年 - エンニオ・モリコーネ - 『ある夕食のテーブル』（Metti una sera a cena、監督：ジュゼッペ・パトローニ・グリッフィ）　※2度目
- 1971年 - ステルヴィオ・チプリアーニ Selvio Cipriani - 『ベニスの愛』（Anonimo veneziano、監督：エンリコ・マリア・サレルノ）
- 1972年 - エンニオ・モリコーネ - 『死刑台のメロディ』（Sacco and Vanzetti、監督：ジュリアーノ・モンタルド）　※3度目
- 1973年 - グイド&マウリツィオ・デ・アンジェリス Guido De Angelis、Maurizio De Angelis - ...Più forte ragazzi!（監督：ジュゼッペ・コリッツィ）
- 1974年 - トニー・レニス Tony Renis - 『明日なき夕陽』（Blu gang vissero per sempre felici e ammazzati、監督：マルク・マイヤーことルイジ・バッツォーニ）
- 1975年 - ジャンカルロ・キャラメッロ Giancarlo Chiaramello - Orlando furioso（テレビ映画、監督：ルカ・ロンコーニ）
- 1976年 - アドリアーノ・チェレンターノ Adriano Celentano - Yuppi Du（監督：アドリアーノ・チェレンターノ、共同監督：ミキ・デル・プレート、アルベルト・シルヴェストリ）
- 1977年 - フレッド・ボングスト Fred Bongusto - Oh Serafina（監督：アルベルト・ラットゥアーダ）
- 1978年 - アルマンド・トロヴァヨーリ - 『特別な一日』（Una giornata particolare、監督：エットーレ・スコラ）　※2度目
- 1979年 - ニーノ・ロータ - 『オーケストラ・リハーサル』（Prova d'orchestra、監督：フェデリコ・フェリーニ）　※5度目

## 1980年代
- 1980年 - フレッド・ボングスト - 『スキャンドール / 禁じられた体験』（La cicala、監督：アルベルト・ラットゥアーダ）　※2度目
- 1981年 - リズ・オルトラーニ - Aiutami a sognare（監督：プピ・アヴァティ）
- 1982年 - ルーチョ・ダッラ Lucio Dalla、ファビオ・リベラトーリ Fabio Liberatori  - Borotalco（監督：カルロ・ヴェルドーネ）
- 1983年 - アンジェロ・ブランドゥアルディ Angelo Branduardi - State buoni... se potete（監督：ルイジ・マーニ）
- 1984年 - リズ・オルトラーニ - 『追憶の旅』（Una gita scolastica、監督：プピ・アヴァティ）　※2度目
- 1985年 - エンニオ・モリコーネ -『ワンス・アポン・ア・タイム・イン・アメリカ』（監督：セルジオ・レオーネ）　※4度目
- 1986年 - トニー・エスポジト Tony Esposito - Un complicato intrigo di donne vicoli e delitti（監督：リナ・ウェルトミューラー）
- 1987年 
  - アルマンド・トロヴァヨーリ - 『ラ・ファミリア』（La famiglia、監督：エットーレ・スコラ）　※3度目
  - リズ・オルトラーニ - 『インクアイリー / 審問』（L'inchiesta、監督：ダミアーノ・ダミアーニ）　※3度目
  - ジョヴァンニ・ヌーティ Giovanni Nuti - Stregati（監督：フランチェスコ・ヌーティ）
- 1988年 - エンニオ・モリコーネ - 『アンタッチャブル』（監督：ブライアン・デ・パルマ）　※5度目
- 1989年 - エウジェニオ・ベンナート Eugenio Bennato、カルロ・ダンジ Carlo D'Angi - Cavalli si nasce（監督：セルジオ・スタイノ）

## 1990年代
- 1990年 - クラウディオ・マットーネ Claudio Mattone - Scugnizzi（監督：ナンニ・ロイ）
- 1991年 - ニコラ・ピオヴァーニ Nicola Piovani - 『ボイス・オブ・ムーン』（La voce della luna、監督：フェデリコ・フェリーニ）、In nome del popolo sovrano（監督：ルイジ・マーニ）、Il male oscuro（監督：マリオ・モニチェリ）、『太陽は夜も輝く』（Il sole anche di notte、タヴィアーニ兄弟）の4作に対して
- 1992年 - ピーノ・ダニエレ Pino Daniele - Pensavo fosse amore invece era un calesse（監督：マッシモ・トロイージ）
- 1993年 - マヌエル・デ・シーカ Manuel De Sica - Al lupo, al lupo（監督：カルロ・ヴェルドーネ）
- 1994年 - フェデリコ・デ・ロベルティス Federico De Robertis - Sud（監督：ガブリエーレ・サルヴァトーレス）
- 1995年 - ルイス・エンリケス・バカロフ Luis Enríquez Bacalov - 『イル・ポスティーノ』（監督：マイケル・ラドフォード）
- 1996年 - ルーチョ・ダッラ - 『愛のめぐりあい』（Al di là delle nuvole、監督：ミケランジェロ・アントニオーニ、共同監督：ヴィム・ヴェンダース）　※2度目
- 1997年 - パオロ・コンテ Paolo Conte - La freccia azzurra（監督：エンツォ・ダロ）
- 1998年 - ニーノ・ダンジェロ Nino D'Angelo - 『死ぬほどターノ』[1]（Tano da morire、監督：ロベルタ・トーレ）
- 1999年 - エウジェニオ・ベンナート - La stanza dello scirocco（監督：マウリツィオ・シャッラ）　※2度目

## 2000年代
- 2000年 - エンニオ・モリコーネ - Canone inverso（監督：リッキー・トニャッツィ）　※6度目
- 2001年 - エンニオ・モリコーネ - 『マレーナ』（監督：ジュゼッペ・トルナトーレ）　※7度目
- 2002年 - エドアルド・ベンナート Edoardo Bennato - Il principe e il pirata（監督：レオナルド・ピエラッチョーニ）
- 2003年 - ニコラ・ピオヴァーニ - 『ピノッキオ』（Pinocchio、監督：ロベルト・ベニーニ）　※2度目
- 2004年 - パオロ・フレス Paolo Fresu - L'isola（監督：コンスタンツァ・クアトリーリオ）
- 2005年 - バンダ・オシリス Banda Osiris - Primo amore（監督：マッテオ・ガッローネ）
- 2006年 - ルイ・シシリアーノ Louis Siciliano、ロイ・パーチ Roy Paci、ファビオ・バロヴェーロ Fabio Barovero、シモーネ・ファブローニ Simone Fabroni - 『マリオの生きる道』（La febbre、監督：アレッサンドロ・ダラートリ）
- 2007年 - エンニオ・モリコーネ - 『題名のない子守唄』（La sconosciuta、監督：ジュゼッペ・トルナトーレ）　※8度目
- 2008年 - パオロ・ブォンヴィーノ Paolo Buonvino - 『クワイエット・カオス〜パパが待つ公園で』（Caos calmo、監督：ナンニ・モレッティ）
- 2009年 - パオロ・ブォンヴィーノ - Italians（監督：ジョヴァンニ・ヴェロネージ）　※2度目

## 2010年代
- 2010年 - リタ・マルコチュリ Rita Marcotulli - Basilicata coast to coast（監督：ロッコ・パパレオ）
- 2011年 - ネグラマーロ Negramaro（※イタリアのロック歌手） - Vallanzasca: Gli angeli del male（監督：ミケーレ・プラチド）
- 2012年 - フランコ・ピエルサンティ Franco Piersanti - 『海と大陸』（Terraferma、監督：エマヌエーレ・クリアレーゼ）及び『最初の人間』（Il primo uomo、監督：ジャンニ・アメリオ）の2作に対して
- 2013年 - エンニオ・モリコーネ - 『鑑定士と顔のない依頼人 』（La migliore offerta、監督：ジュゼッペ・トルナトーレ）　※9度目
- 2014年 - ピヴィオ、アルド・デ・スカルツィ Pivio e Aldo De Scalzi - 『僕はナポリタン』（Song'e Napule、監督：マネッティ・ブラザーズ）
- 2015年 - ニコラ・ピオヴァーニ Nicola Piovani – 『ハングリー・ハーツ』（Hungry Hearts、監督：サヴェリオ・コスタンツォ）
- 2016年 - カルロ・ヴィルズィ Carlo Virzì - 『歓びのトスカーナ』（La pazza gioia、監督：パオロ・ヴィルズィ）
- 2017年 - エンツォ・アヴィタービレ Enzo Avitabile - 『切り離せないふたり』（Indivisibili、監督：エドアルド・デ・アンジェリス）
- 2018年 - ピヴィオ、アルド・デ・スカルツィ Pivio e Aldo De Scalzi - 『愛と銃弾』（Ammore e malavita、監督：マネッティ・ブラザーズ）
- 2019年 
  - ニコラ・ピオヴァーニ Nicola Piovani - 『シチリアーノ 裏切りの美学』（Il traditore、監督：マルコ・ベロッキオ）
  - ケッコ・ザローネ Checco Zalone - 『Moschettieri del re - La penultima missione』
  - ダニロ・レア Danilo Rea - 『C'è tempo』（監督：ヴァルテル・ヴェルトローニ）
  - エンツォ・アヴィタービレ Enzo Avitabile - 『堕ちた希望』（Il vizio della speranza、監督：エドアルド・デ・アンジェリス）
  - アンドレア・ファッリ Andrea Farri - 『ザ・グレイテスト・キング』（Il primo re、監督：マッテオ・ロヴェーレ）

## 2020年代
- 2020年
  - ブルノーリ・サス Brunori Sas – 『Odio l'estate』（監督：マッシモ・ヴェニエ）
  - パスクァーレ・カタラーノ Pasquale Catalano – 『幸運の女神』（La dea fortuna、監督：フェルザン・オズペテク）
  - ダリオ・マリアネッリ Dario Marianelli – 『ほんとうのピノッキオ』（Pinocchio、監督：マッテオ・ガローネ）
  - マウロ・パガーニ Mauro Pagani – 『オール・マイ・クレイジー・ラブ』（Tutto il mio folle amore、監督：ガブリエーレ・サルヴァトレス）
  - ニコラ・ピオヴァーニ Nicola Piovani – 『離ればなれになっても』（Gli anni più belli、監督：ガブリエーレ・ムッチーノ）
- 2021年
  - ステファノ・ボッラーニ Stefano Bollani - 『Carosello Carosone』（監督・ルーチョ・ペッレグリーニ）
  - ミケーレ・ブラーガ Michele Braga - 『ローズ島共和国 ～小さな島の大波乱～』（L'incredibile storia dell'Isola delle Rose、監督：シドニー・シビリア）および『Shadows』（監督：カルロ・ラヴァーニャ）
  - ダヴィデ・カプレッリ Davide Caprelli - 『Est - Dittatura Last Minute』（監督：アントニオ・ピス）
  - アンドレア・ファッリ、アンドレア・デ・シーカ Andrea Farri, Andrea De Sica - 『私を殺さないで』（Non mi uccidere、監督：アンドレア・デ・シーカ）
  - ピヴィオ、アルド・デ・スカルツィ Pivio e Aldo De Scalzi - 『憎むなかれ』（Non odiare、監督：マウロ・マンチーニ）

- 2022年
  - ニコラ・ピオヴァーニ Nicola Piovani – 『遺灰は語る』（Leonora addio、監督：パオロ・タヴィアーニ）および『I fratelli De Filippo』（監督：セルジオ・ルビーニ）
  - ミケーレ・ブラーガ、ガブリエーレ・マイネッティ Michele Braga e Gabriele Mainetti - 『フリークスアウト』（Freaks Out、監督：ガブリエーレ・マイネッティ）
  - レーレ・マルキテッリ Lele Marchitelli - 『Hand of God -神の手が触れた日-』（È stata la mano di Dio、監督：パオロ・ソレンティーノ）
  - ピヴィオ、アルド・デ・スカルツィ Pivio e Aldo De Scalzi - 『ディアボリック』（Diabolik、監督：マネッティ・ブラザース）および『Il silenzio grande』（監督：アレッサンドロ・ガスマン）
  - パスクァーレ・シャロ Pasquale Scialò - 『内なる檻』（Ariaferma、監督：レオナルド・ディ・コスタンツォ）
- 2023年
  - コラペッシェ・ディマルティーノ Colapesce Dimartino - 『La primavera della mia vita』（監督：ザッヴォ・ニコロージ）
  - ステファノ・ボッラーニ Stefano Bollani - 『Il pataffio』（監督：フランチェスコ・ラージ）
  - フランコ・ピエルサンティ Franco Piersanti - 『乾いたローマ』（Siccità、監督：パオロ・ヴィルズィ）および『Il sol dell'avvenire』（監督：ナンニ・モレッティ）
  - ピヴィオ、アルド・デ・スカルツィ Pivio e Aldo De Scalzi - 『Diabolik - Ginko all'attacco!』（監督：マネッティ・ブラザース）
  - テオ・テアルド Teho Teardo - 『デルタ』（Delta、監督：ミケーレ・ヴァンヌッチ）および『Orlando』（監督：ダニエーレ・ヴィカーリ）

## 註
1. ↑  「イタリア映画祭2001」上映題。『花嫁はマフィアの妹』は2000年「洋画★シネフィル・イマジカ」放映題。